# Kásler Miklós
Kásler Miklós (Budapest, 1950. március 1. –) Széchenyi-díjas magyar onkológus, tanszékvezető egyetemi tanár, a Magyar Tudományos Akadémia doktora, az Országos Onkológiai Intézet főigazgatója, 2018-tól 2022-ig az Emberi Erőforrások Minisztériumának minisztere. A 2019-es Befolyás-barométer szerint ő volt Magyarország 25. legbefolyásosabb személye.

## Élete és munkássága
Édesapja, Kásler István (Déva, 1918) Erdélyből származó jogász volt, édesanyja, Boda Aranka (Sárvár, 1923) pedagógus. Általános és középiskoláit Sárváron végezte. Orvosi diplomáját a Szegedi Orvostudományi Egyetemen szerezte meg, 1974-ben, azután sebészeti (1978), szájsebészeti (1988), plasztikai és rekonstrukciós sebészeti (1998), majd onkológiai (2009) szakvizsgát tett.
1969-től a SZOTE Orvosi Vegytani Intézetben dolgozott demonstrátorként, 1971-től a Mikrobiológiai Intézetben mint TDK-tag. 1974-től a SZOTE II. sz. Sebészeti Klinikán klinikai orvos, 1978-tól tanársegéd. 1981-től az Országos Onkológiai Intézetben alorvos, 1984-től adjunktus, 1986-tól a fej-nyaksebészeti osztály főorvosa. 1992-ben nevezték ki főigazgató főorvosnak. A daganatos betegek heterogén ellátásának összefogására 1993-ban megalkotta a WHO által akkreditált Nemzeti Rákkontroll Programot.
1994-től egyetemi tanár a Haynal Imre Egészségtudományi Egyetemen, 1998 után négy egyetemen tanszékvezető (HIETE, Semmelweis Egyetem, Pécsi Tudományegyetem, marosvásárhelyi MOGYE). 2007-től a PTE onkológiai tanszék igazgatója. Tudományos fokozatai: az orvostudományok kandidátusa (1984), az MTA doktora (2010), az Európai Tudományos és Művészeti Akadémia tagja (2017).
Tudományos tevékenysége során 16 szakkönyvet, 7 könyvet, 76 könyvrészletet, több mint 250 Magyarországon és külföldön publikált közleményt írt, hazai és nemzetközi kongresszusok százain tartott előadást.

## Közéleti tevékenysége
Onkológusi munkája mellett mindig nagy érdeklődést tanúsított a magyar nemzeti történelmi, történelemfilozófiai sorskérdések iránt, és számos szakértővel folytatott e témákban mélyreható beszélgetéseket. Mint politikus azt gondolta és hangoztatta is, ahol tudta, hogy „a mai ember utat tévesztett, elveszítette értékeit. Majdnem azt lehet mondani, hogy morális interregnum alakult ki, amikor a régi klasszikus, az évszázadok által megszűrt értékek egy részét az emberiség elvesztette, és keresi a megoldáshoz vezető utakat.”
Ebből a sajátos alapból kiindulva az M1 televízióban a hasonlóan gondolkodó vendégeivel (írókkal, tudósokkal, filozófusokkal) együttműködve beszélgetős sorozatműsort készített a nemzeti sorskérdésekről Nemzeti nagyvizit címmel. A tévésorozat anyagát 2014-től kezdve a Magyar Nemzeti Bank által létrehozott Pallas Athéné Domus Animae Alapítvány (PADA) 39 millió forintos támogatásával a Kairosz Könyvkiadó 6 kötetes könyvsorozatban jelentette meg. Egy recenzió szerint „a hat kötet a magyar történelem enciklopédikus, friss szellemiséggel ingerlő tudástára”. Kásler Miklós emellett a Magyar Nemzeti Bank által tett alapítványok egyikének, a Pallas Athéné Domus Concordiae Alapítványnak (PADOC) kuratóriumi tagja.
Kásler Miklós a 777blog.hu nevű keresztény fundamentalista közéleti portál offline beszélgetéssorozatának 2018. március 27-i rendezvényén Csókay András agysebész társaságában arról beszélt, hogy miként szolgálják egyszerre Istent és a tudományt, vagyis Istent a tudományon keresztül. A hitével, világnézetével kapcsolatban ekkor is kifejtette a nézeteit.
Ma sok az olyan ismeret, ami nem időtálló. Fontos lenne – hála Istennek már van rá példa – hogy etikát, vallást, valláserkölcsöt oktassanak. A tízparancsolat nem kizárólag csak vallási útmutatás, nem dogma, hanem a legtökéletesebb törvénykönyv. Jogász édesapám – én is elvégeztem a jogot – mindig azt mondta, ha nem szeged meg a tízparancsolatot, soha nem kerülsz szembe, sem a törvénnyel, sem embertársaiddal. Tökéletes etikai kódex is emellett. Én mint orvos azt mondom: még népegészségügyi program is, mert ha azt betartják, el lehet kerülni a fertőző nemi betegségeket, néhány daganatos betegséget, de még a lelki és vegetatív betegségek jelentős részét is.
Az itt elmondott tudományellenes és áltudományos, súlyosan dilettáns kirohanásai a természettudományokat művelők körében megbotránkozást keltettek.
Kásler védnökségéhez fűződik a magyarok őstörténetével foglalkozó nemzetközi kutatócsoport eredménye, amely genetikai alátámasztást talált arra, hogy az Árpád-ház tagjai bizonyosan eurázsiai vérvonalból származnak, mivel a genetikai markerek segítségével feltérképezhető az apai ági genetikai történelem. Ezt az eredményt a magyarok finnugor származása cáfolatának értékelte, noha erre nem alkalmas („Azt jelenti, hogy az Árpád-ház tagjai egészen biztosan eurázsiai, nem pedig finnugor eredetűek.”) A kutatók meghatározták III. Béla apai ági genetikai profilját. A kutatócsoport következtetése szerint III. Béla király csontmaradványaiból kivont DNS-szakasz a jellemzően együtt öröklődő R1a haplocsoporthoz tartozik. (Az R-csoport (M207): Európa, Közép-Ázsia és India leggyakoribb haplocsoportja, ide tartozik a magyarok több mint fele.) Mivel három külföldi laboratórium is elvégezte a genetikai vizsgálatot, az eredménynek csak az értelmezése vitatható. Az általuk Árpád-házi uralkodóként meghatározott király apai öröklődésű Y kromoszómájának DNS-e egy olyan alcsoport része (R1a-Z93) mely az iráni és indo-iráni nyelvű népeknél, többek között az ókori szkítáknál is előfordult. Az R1a ezen alcsoportja a finnugor nyelveket beszélő népekhez nem köthető és eredetét tekintve teljesen eltérő a finnugor népek között elterjedt R1a subcladektől melyek a legnagyobb valószínűséggel azonban szintén indoeurópai eredetűek. Előfordulása a ma élő népek közül az észak kaukázusi karacsájok és balkárok között a legmagasabb.
2018. április 27-én Orbán Viktor miniszterelnök bejelentését követően Ónodi Szűcs Zoltán a Magyar Kórházszövetség XXX. Kongresszusán jelentette be, hogy Kásler Miklós személyében egy gyakorló orvos lesz az Emberi Erőforrások Minisztériumának vezetője.
Ezután az ellenzékkel szimpatizáló és a független sajtóból számos kritika érte. Bizonyos kijelentéseit (például amit a tömeg-energia ekvivalenciáról vagy a szénizotópos kormeghatározásról mondott) tudományellenesnek minősítették.
A 2022. május 24-én felállt ötödik Orbán-kormány tagjai között neve már nem szerepelt.
Novemberben a kultúráért is felelős miniszter, Csák János a Magyarságkutató Intézet tiszteletbeli elnökévé nevezte ki. 2023 márciusában átvette az intézet szakmai irányítását, majd 2025 júniusában a vezetést M. Lezsák Gabriella régész vette át tőle, miközben Kásler a kulturális miniszter főtanácsadójaként folytatta munkáját.

## Tevékenysége a minisztérium élén

### Akoronavírus-járványidején
2020 tavaszán a Koronavírus-járvány Elleni Védekezésért Felelős Operatív Törzs egyik irányítójának nevezték ki. Egy április 7-én keltezett körlevélben minden kórházat felszólított arra, hogy néhány napon belül szabadítsák fel a kórházi ágyak 60 %-át, összesen 36 000 ezer ágyat, az új koronavírussal fertőzöttek számára, akiknek kórházi kezelésre lesz szükségük. Ezt azonban sem a járvány terjedésének üteme, sem szakmai vélemény nem indokolja. Egyes feltételezések szerint azért volt szükség erre, mert a valóságban a járványügyi helyzet lényegesen rosszabbul alakult, mint amit a hivatalos tájékoztatás sugallt. Más magyarázatok szerint az egész akciónak a célja magyar egészségügy gyökeres átalakítása volt, amelyet így, a járványra hivatkozva gyorsabban el lehet végezni. Ezt később, egy április 23-iki kormányinfón Gulyás Gergely is elismerte. Ugyanakkor a kórházak emiatt arra kényszerültek, hogy több ezer olyan beteget is eltávolítsanak a kórházból, akik állandó orvosi felügyeletet igényelnek, vagy a hozzátartozójuk számára nem megoldható az otthoni ellátásuk. Az operatív törzs állítása szerint ugyan szükség volt erre, mivel a legrosszabbra készültek a járvány miatt – vagyis arra, hogy a kórházi kezelésre szoruló betegek száma (a lakosság számához viszonyítva) akár az olasz- vagy spanyolországi betegszám sokszorosára is emelkedhet – és ez mindenkitől áldozatokat kívánt, a más betegségben szenvedők családjától is. További érv az volt még, hogy ha csökkentik a kórházi dolgozók kontaktusainak számát a betegekkel, akkor a fertőzés lehetősége is csökken.

## Díjai, elismerései
- Krompecher István-emlékérem (1999)
- Mester Endre-emlékérem (2001)
- Réthy Aurél-emlékérem (2001)
- Markusovszky Kórház jubileumi emlékplakett (2004)
- Batthyány-Strattmann László-díj (2005)
- Magyar Professzorok Világtanácsa „Pro Universitate et Scientia” (2005)
- Diploma Honori (Marosvásárhelyi Orvostudományi- és Gyógyszerészeti Egyetem 2005)
- Markusovszky emlékplakett (2006)
- Doktor Honoris Causa (Marosvásárhelyi Orvostudományi- és Gyógyszerészeti Egyetem 2006)
- A Magyar Köztársasági Érdemrend középkeresztje (2007)
- Markusovszky Lajos-díj (2008)
- Prima díj (2008)
- Markusovszky Lajos-díj és oklevél (2010)
- Budapest díszpolgára (2011)
- Orvosi Hetilap Markusovszky Lajos-díj (2012)
- Sárvár díszpolgára (2012)
- Diploma of Fellowship of Royal College of Physicians and Surgeons of Glasgow (2012)
- Orvosi Hetilap Markusovszky Lajos-díj (2013)
- A Magyar Érdemrend középkeresztje a csillaggal (2015)
- Magyar Nemzet Lelkiismerete díj (2017)
- Magyar Onkológusok Társasága tiszteletbeli örökös tag (2017)
- Gundel művészeti díj (2017)
- Történelmi Szent Lázár Katonai és Ispotályos Lovagrend Málta Támogatói Arany Érem (2018)
- Miniszteri Elismerő Oklevél (2018)
- Széchenyi-díj (2018)
- A voronyezsi Nyikolaj Burdenko Állami Orvostudományi Egyetem díszdoktora (2018)[44]
- Vas megye díszpolgára (2018)[45]
- Nagypáli község díszpolgára (2021)[46]
- Újvidéki Egyetem díszdoktora (2021)[47]
- Ipolyhídvég község díszpolgára (2021)[48]

## Főbb művei
- Kásler Miklós–Pólus Károly: A gége, a légcső és az algarat sebészeti műtéttana; Euroreform, Bp., 1991
- Gáspár Lajos–Kásler Miklós: Laserek az orvosi gyakorlatban. A laser és az optika együttes orvosi alkalmazásának elméleti és klinikai alapjai; Springer Hungarica, Bp., 1993
- Onkoterápiás protokoll. Rosszindulatú daganatos megbetegedések komplex onkoterápiájának irányelvei és gyakorlata. Részletes diagnosztikus és terápiás menetrend és ajánlások; szerk. Kásler Miklós; Springer Hungarica, Bp., 1994
- Kásler Miklós: Onkoterápiás protokoll. Budapest: Springer Tudományos Kiadó. 1996.  ISBN 9636990018
- Az onkoterápia irányelvei; szerk. Kásler Miklós; B+V Bp., 2001
- Igazvölgyi Katalin – Kásler Miklós – Szűcs Miklós: A rákról röviden: Veszélyeztető tényezők – korai felismerés. Budapest: Springmed Kiadó Kft. 2004.  ISBN 9799639456166
- Kásler Miklós (szerk.): A komplex onkodiagnosztika és onkoterápia irányelvei. Budapest: Semmelweis Kiadó. 2008.  ISBN 978-963-987-911-9
- Várszegi Asztrik – Kásler Miklós – Iván László: Gondolatok a „jó öregséghez”: Várszegi Asztrik és Kásler Miklós előadása, Iván László előszavával. Budapest: Gondolat Kiadó. 2010.  = Vinnivaló,  ISBN 978 963 693 297 8
- Kásler Miklós: Az onkológia alapjai. Budapest: Medicina Könyvkiadó Zrt. 2011.  ISBN 978-963-226-345-8
- Kásler Miklós – Pete Imre: Nőgyógyászati onkológia: Gyakorlati kézikönyv. Budapest: Zafír Press. 2012.  ISBN 9786155005282
- Kásler Miklós: Nemzeti nagyvizit. Földesi Margit, Kővári Péter, Szabados György. Kairosz.  2014.  ISBN 978-963-662-730-0
- Géczi Lajos – Kásler Miklós: Prosztatarák – Gyakorlati kézikönyv. Budapest: Zafír Press. 2014.  ISBN 978-615-500-535-0
- Isten tenyerén. Kásler Miklós onkológus professzorral beszélget Mezei Károly; Kairosz, Bp., 2014 (Magyarnak lenni)
- Az emlőrák korszerű sebészete; szerk. Mátrai Zoltán, Gulyás Gusztáv, Kásler Miklós; Medicina, Bp., 2015
- Nemzeti nagyvizit, 1-6.; szerk. Kásler Miklós; Kairosz, Bp., 2014–2017
- Sorsfordító események Magyarország történetében; Balaton Akadémia, Keszthely, 2018 (Szent László könyvek)
- Az onkológia alapjai. Egyetemi tankönyv; szerk. Kásler Miklós; 2. jav., bőv. kiad.; Medicina, Bp., 2018
- A Mátyás-templomban elhelyezett Árpád-házi csontvázak azonosítása. Történészi, régészeti, antropológiai, radiológiai, morfológiai, radiokarbon kormeghatározási és genetikai adatok felhasználásával; szerk. Kásler Miklós, Szentirmay Zoltán; Méry Ratio, Bp., 2019

## Publikációi
- Kásler Miklós, Ottó Szabolcs: Európai és hazai kihívások az onkológiában, Magyar Onkológia, 2008[49]